# Hotephernebti
Hotephernebti (ḥtp-ḥr-nb.tỉ; „A Két Úrnő arca elégedett”) ókori egyiptomi királyné volt a III. dinasztia idején; Dzsószer fáraó felesége.
Hotephernebti és lánya, Inetkaesz nevét megemlítik a Dzsószer szakkarai piramiskomplexumát körülvevő sztéléken és egy töredékesen fennmaradt héliopoliszi domborművön (ma a torinói Museo Egizióban), mely Dzsószer ülő alakját ábrázolta kettejük kíséretében.
Címei közt megtalálhatóak a korai dinasztiák királynéinál gyakori „aki látja Hóruszt” (m33.t-ḥrw) és „a jogar úrnője” (wr.t-ht=s) címek, valamint „A király leánya” cím, ami azt sugallja, Dzsószer testvére vagy féltestvére lehetett.